# 51区
51 区位于内华达州南部，距拉斯维加斯西北偏北83英里（134公里），是对美国空军設於内华达州试验场内的保密设施的统称。
51区的主体为一个由爱德华兹空军基地管理的空军基地，其正式名称为Homey机场（英语：Area 51，ICAO：KXTA，FAA LID：XTA，37°14′06″N 115°48′40″W / 37.23500°N 115.81111°W）或古鲁姆湖机场。美国空军声称这是一个现役的训练场，但其运作的细节并未被公开。其通常被认为是用於开发和测试試驗机和武器系统的试验场。美国空军和中央情报局于1955年收购了该地区，用以对洛克希德 U-2 飞机进行飞行测试。该空军基地曾有一条世界上最长的跑道（14/32R，长7093米），但现已废弃。
围绕基地的种种高度保密措施使之被大量阴谋论笼罩，并出现了大量有关该基地的不明飞行物传说。51区从未被宣布为保密设施，但其全部研究和相关事件都被归类为绝密/敏感隔离信息（TS/SCI）。在2005年的要求详细说明51区的历史和其目的并解密有关文件的信息自由法被通过的8年以后，中央情报局于2013年6月25日公开承认该基地的存在，并称51区只是一个隐蔽的研究设施。不过其报告中仍有许多地方被涂黑，在其中没有发现与外星人相关的信息。而51区在Google地图中也依旧被打马赛克。
51区的周边是熱門的旅遊勝地，包括“地外公路”上的雷切尔小镇。

## 地理位置

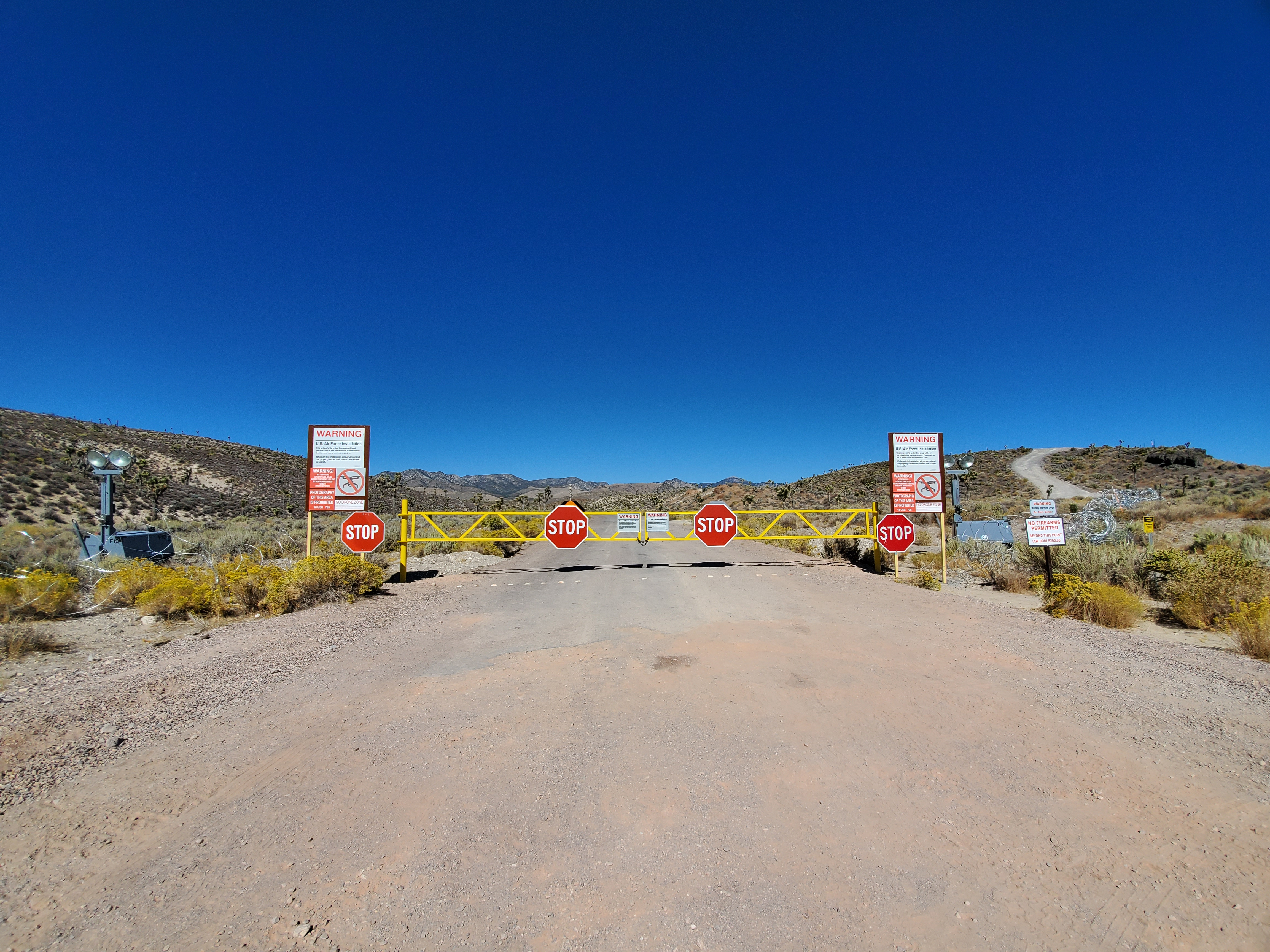
位於內華達州林肯縣的美國空軍內利斯試驗場51區正門。

51区位於內華達州的瑞吉兒鎮（Rachel）的南方，海拔1360米，总占地面积约为155平方公里。它位于美國空軍內華達州測試及訓練場（Nevada Test and Training Range (NTTR)）内，也是埃米格兰特山谷的一部分。51區北起古魯姆山脈，南达是帕普斯山脈(Papoose Range)，東到疆博山(Jumbled Hills)，在整個盆地的中央是古魯姆湖。这塊30平方公里的乾燥沙地有兩條水泥跑道，其中一條跑道橫越貫穿沙湖，另一條遠離沙湖，另外還有兩條未被启用的跑道直接建造在沙湖上。
51區旁就是内华达試验场（Nevada Test Site，NTS），它位於亞卡台地（Yucca Flat）上，與51區在同一個行政区内。内华达试验场是美國能源部核武測試的地方，而亞卡山的核武儲存設施就位於古魯姆湖大約西南方64公里處。
51區的引起爭議的原因，是因為它曾出現在內華達試驗場的老舊地圖上，而新地圖上卻沒有它的蹤跡，但是同样的名字却被用在了内华达试验场的一个分区上。
51区的道路連結到内华达试验场內部的路网中，兩條道路都可通向默丘里，其中一條通往亞卡台地的西北方、一條通往西方。而在湖邊另一條通往東北方的狀況良好的泥土路（也就是古魯姆湖路）穿過疆博山，這條路原本用來連接古魯姆盆地的礦坑，但礦坑關閉以後這條路改道。要走這條路進入51区需要先通過一個哨站，不過實際上的受管制區域要比该哨站更往東邊一些。在離開管制區後（邊界標誌上寫著“禁止拍照”、“政府可使用致命武力驅離”）。
古魯姆湖路通往更東方的蒂卡布山谷(Tikaboo Valley)，然後通過幾個小牧場之後便會和內華達州州道375號公路相連。

## 古魯姆湖的軍事活動

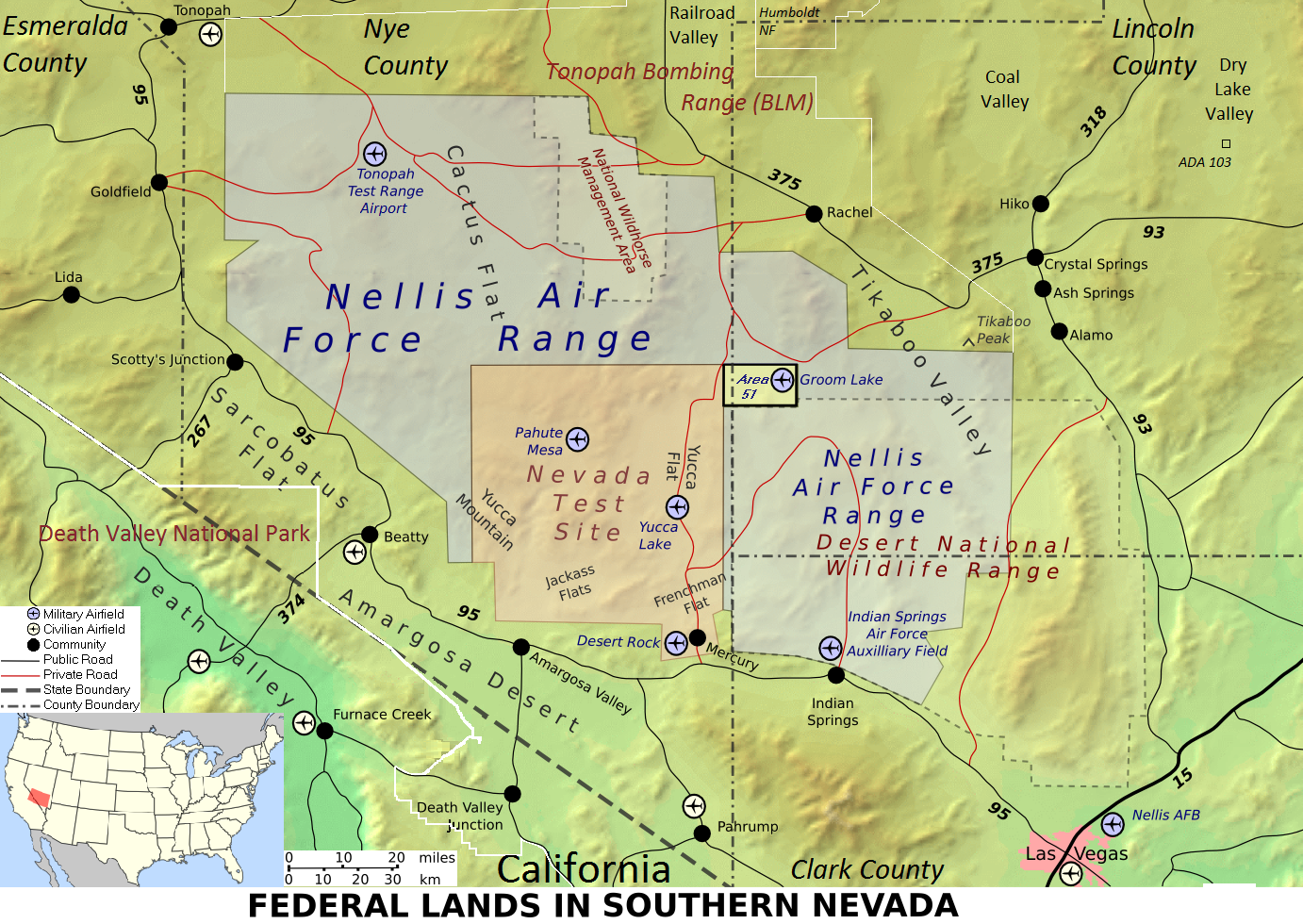
51區、NAFR、NTS 地图

古魯姆湖不是一个传统的空军基地，普通的人員或設施不會被分派到這裡。更恰當地說，它明顯是用來開發、測試新型飛機並訓練新人員的基地，假如新機種被美國空軍所接納的話，那麼這型飛機就會全部被轉移到普通的空軍基地進行任務。但古魯姆乾湖也曾被報導為幾架由不同方式獲得的前蘇聯飛機的永久放置地。這些飛機被認為用來作分析和訓練用途。
在冷战的高峰期，苏联间谍卫星获取了古魯姆湖地区的照片，但憑這些資訊無法得到關鍵的結論，根据內容只能看出一些單調的軍事基地、小型機場、和飛機棚，而沒有所謂的地下設施的證據。在稍後商業衛星拍的照片顯示出該基地有所擴建，不過外表並沒有什麼很大改變。

### “大趨勢”與U-2計劃
古魯姆湖在二战期间曾被用作炸弹及火炮练习场，但是之后就被废弃。1955年，經美國艾森豪威尔總統批准，中央情报局在此建立臨時基地，讓洛克希德公司臭鼬工厂在此發展即将实验的U-2偵察機。那里乾燥的湖床被用作测试秘密飞行器的理想临时跑道，而艾米格蘭特山谷(Emigrant Valley)和內華達試驗場地域的管制也讓秘密飞行器免于被探知。那時他們只有幾座遮蔽物和工廠、以及一群供團隊人員居住的拖車房屋。
第一架U-2飞机在1955年8月升空，此后便在中央情报局指揮之下开始在1956年中期进入苏联上空侦察。
在这一期间，內華達試驗場持續進行一系列的大氣核武試爆。1957年時U-2的任務經常受到Plumbbob計劃连串核试验的影响而中断，Plumbbob系列的試爆曾引爆了超過24颗核彈。在7月5日的引爆將輻射塵擴散到古魯姆湖，使得該基地工作人员不得不進行暫時的撤离。
由於U-2的任務不仅是飛越前蘇聯領空，它也同樣的在蘇聯邊境的許多國家進行任務，包括土耳其的因吉利克和巴基斯坦的白沙瓦。

### 黑鳥計劃
在U-2的開發尚未完成之前，洛歇馬丁公司就已經著手進行其後续的計劃，也就是CIA的OXCART計劃。此計划欲開發的是快至3馬赫的高度偵查飛機，也就是後來廣為人知的SR-71黑鳥。由於黑鳥的飛機特性和後勤需求，使得古魯姆湖的設施和跑道都極需進一步的擴張。在第一架黑鳥原型（A-12）升空的同時，主要已經被加長到2600公尺，該基地據稱有超過一千個人員在操作；它也有了油槽、一個塔台和一個棒球場。在警備方面也有相當大的加強，在古魯姆盆地中的一個私人拥有的礦坑被關閉，並且在山谷周圍駐紮預備部隊（入侵者將會被施與“致命武力”）。
在古魯姆湖，開發出了所有黑鳥的主要機種：包括A-10、A-11、A-12、RS-71（後來由美國空軍參謀長柯蒂斯·勒梅改名為SR-71，與傳聞不同的，這並非是個行政上的錯誤）。另外還有流產的YF-12A攻擊機、和多災多難的D-21計劃（基於黑鳥的無人駕駛機）。

### Have Blue（F-117）計劃
第一個擁藍計劃所開發出來的隐形戰機的原型機（也就是F-117夜鷹的前身）在1977年稍後首飛。一系列高機密的原型飛機在那邊測試，直到1981年中期測試終止並且開始生產F-117隐形戰機。除了飛機的測試，古魯姆湖也進行了雷達剖析（radar profiling）、F-117武器的測試，並且是第一批美國空軍F-117飛行員的訓練基地。在这之後，F-117飛機的活動（仍然是高度機密）被轉移至附近的托诺帕试验场（52区），然後最終轉移至霍洛曼空軍基地。

### 稍後的活動
即使F-117飛機已經在1983年投入使用，古魯姆湖軍事活動的活跃度仍然不減。該基地和它所使用的跑道一直在擴張，日常往返的通勤飛機也不停的將通勤人員從拉斯維加斯市運送過來。在檢驗過最新近的衛星照片後，有些專家估計這個基地居住著的人数超過1000人。另外還有同樣差不多的人數在做着通勤工作。在1995年，美國聯邦政府將該地的管制範圍延伸至鄰近的山脈上，使得所有人无法在周围山上观察这片区域。
在古魯姆湖被測試過的謠傳中的飛機，包括了D-21無人駕駛機、小型隐形垂直起降人員運輸機、隐形巡弋飛彈、還有假想性質的「曙光女神超音速間諜機」。

## 通勤人员
承包商AECOM在拉斯維加斯的麥卡倫國際機場經營一個私人航站，以一些沒有記录的飛機提供每天的通勤服務，運輸乘客從拉斯維加斯到內華達州南邊由聯邦政府所控制的土地。這些飛機據報使用“JANET”的無線電呼號（例如“JANET 6”），是（專供雇員運輸的聯合空中網路）的縮寫，或者常被開玩笑的稱作（另一個不存在的航站）。
EG&G在拉斯維加斯媒體上刊登廣告招募經驗嫻熟的飛機駕駛員，要求申请者必须有资格通过政府的安全保密测试，并且成功的申请者会经常在拉城过夜。這些飛機有著白底紅色腰線外裝（曾經是西方航空專用外裝）但沒有標示航空公司名稱及其他圖案，機型是波音737和一些比較小型的飛機，它們機尾上的航空器註冊編號毫不意外的註冊給了幾家民間空頭公司。據報這些飛機的目的地是古魯姆湖的托诺帕試驗場，或NAFR和內華達試驗場中的其他地點，以及美國海軍空中武器柴纳湖站。由觀察麥卡倫國際機場的AECOM私人停車場的進出人數指出，每天大約有幾千人通過“JANET”通勤。
另外有一條巴士路線經由Groom Lake Road，負責人數較少的通勤服務，這些人住在NTS的衛星沙漠地帶（不過不清楚這些人是受僱於古魯姆湖或者NTS中其他的機構）。巴士從Groom Lake Road一路開下來，會停在克里斯特尔斯普林斯、Ash Springs和阿拉莫。

## 美国政府立场

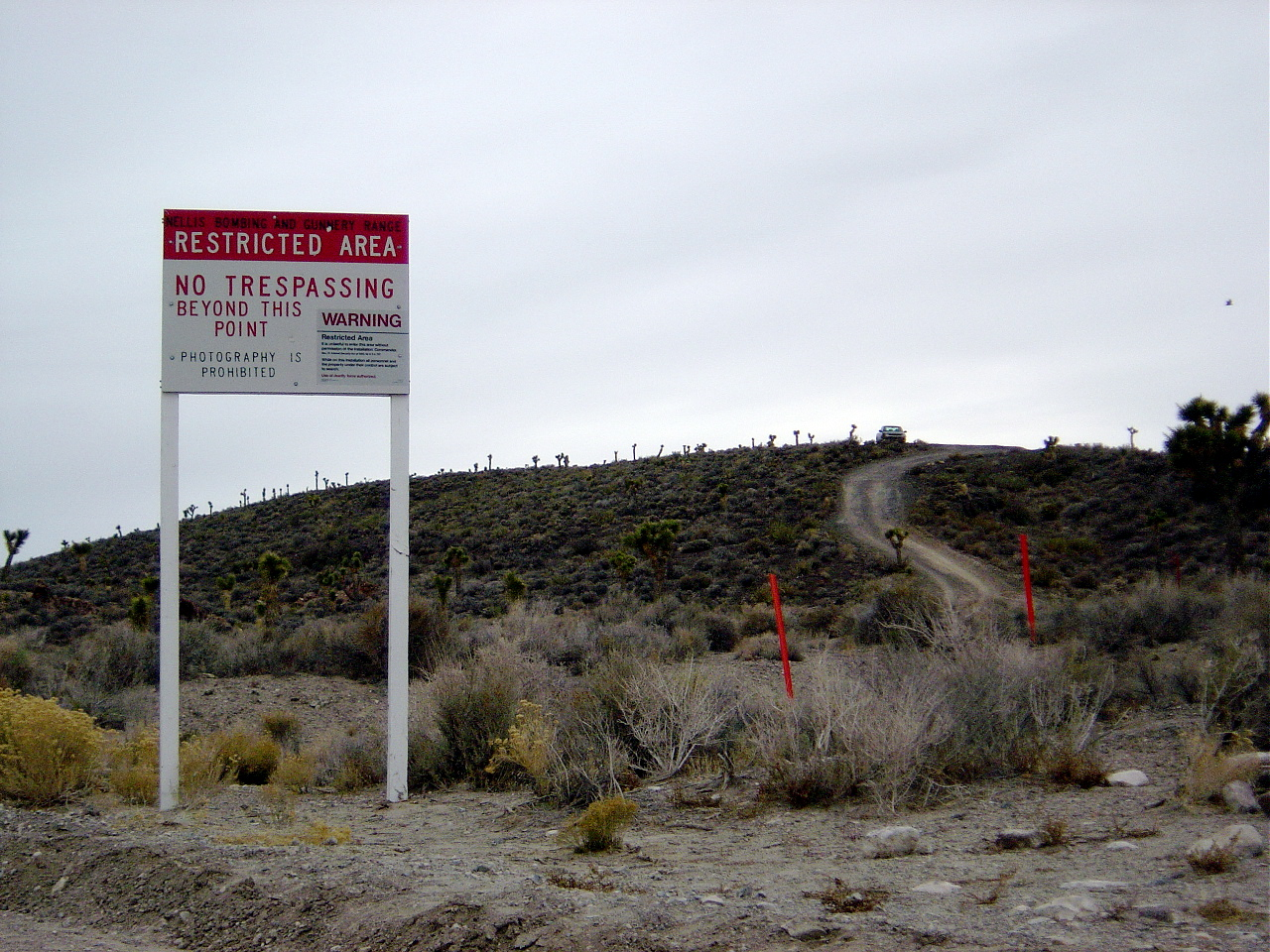
禁止進入和拍照的告示牌

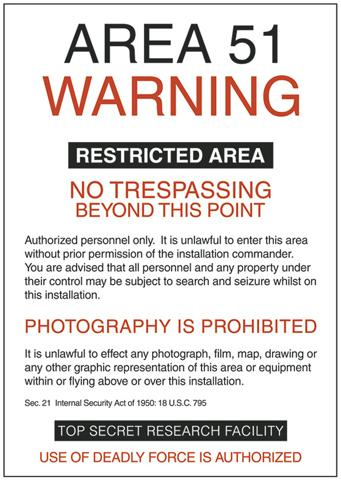
告示牌上的详细文字

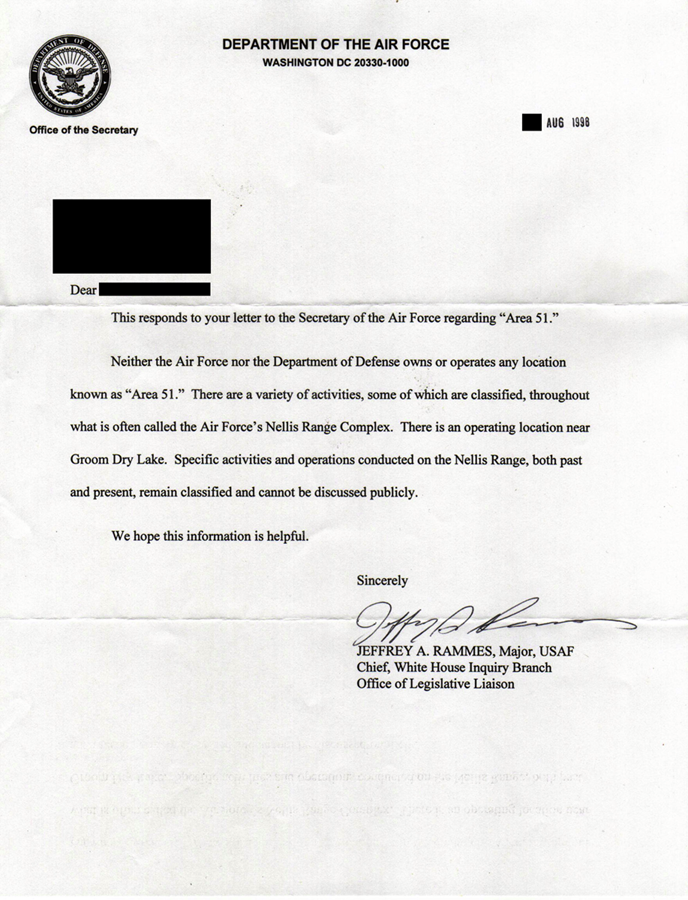
1998年美國空軍對於有關詢問51區是否存在的回函

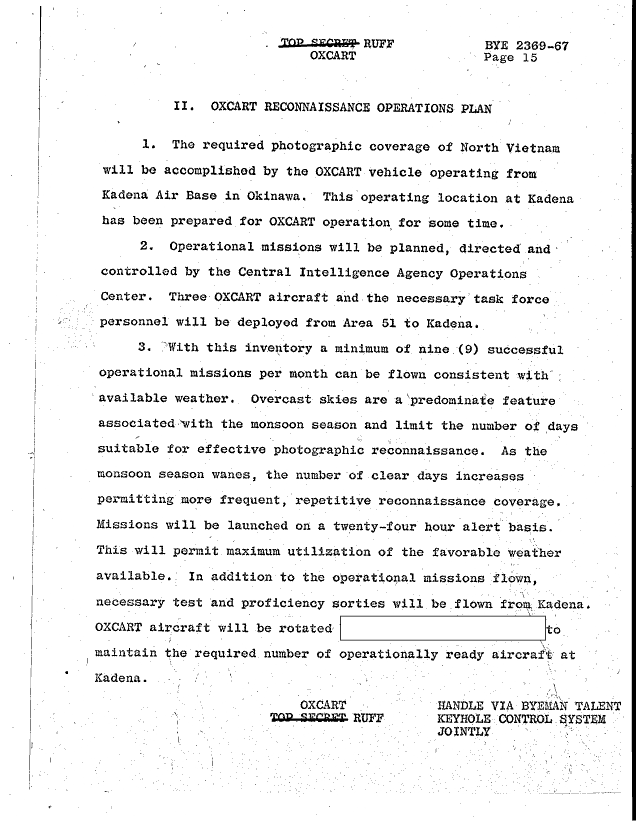
中央情報局1967年的文件提到51區

美国政府没有明确的回应古魯姆湖实验室的存在，同时也不否认。不同于内利斯空军基地的大部分地区，这一湖边地区从未对居民甚至是常规的军用飞机开放过，它受到雷达站和地下传感器的保护，任何的不明外來物都将遭遇直升机以及地面武装卫队的驱逐。即使是他们误闯入这个包围着古魯姆湖的“盒子”，甚至是美国空军军方飞行员训练也要详细地报告给军方情报机构。
这一地区没有出现在美国政府的地图上；美国地质勘探局对于这一地区的拓扑地图也仅仅显示了早已被遗弃的古魯姆矿；内华达州民用航空图标明了大片的限制飞行区域，但是却把它归于内利斯空军基地的禁飞区。类似的国家ATLAS地图上也没有把古魯姆湖地区和内利斯地区的其它部分区分开来。尽管这是官方隐瞒的地区，政府获取的克罗娜间谍卫星在1960年代拍摄的原始影像已经在解密前被修改；应信息自由的诉求，政府回应说这些照片上的修改处应该被损坏了。
据《英國卫报》、《英國每日邮报》和美國《时代周刊》在线版2013年8月17日消息称，美国政府首度承认了保密程度最高的一块土地——“第51区”确实存在。

## 不明飞行物與阴谋论
51区的神秘、毋庸置疑的机密飞行器试验再加上一些对异常现象的报道，使51区成为现代幽浮（UFO）和阴谋论说所关注的焦点。据称发生在51区的非正常事件包括：
- 对坠毁的外星人飞船的试验、逆向工程设计和保存（其中包括據信在羅斯威爾飛碟墜毀事件中找到的材料），對其中的乘員（活着的或死了的）的研究還有就是用外星人的技术制造飞行器。声称自己曾参与过这些活动。
- 与地外生物会面或合作。
- 研发气象武器或特异能量武器（为SDI）的应用或其他方面。
- 与一个被称的秘密全球政府有关的活动。

有人称：有人在古魯姆湖（或附近的婴儿湖）建起一座巨大的地下设施来进行这些活动。但又有人称：之前在古魯姆湖进行的最为机密工作已经在1990年代转移到犹他州的达格威試验场了，现在在古魯姆湖进行的秘密活动只不过是转移公众视线而已。
財華社新聞中心美國科學家詹姆斯（James）臨終前接受訪問，聲稱自己在美國軍火商洛歇馬丁工作期間，造訪過神秘的51區，並在那兒見到許多外星人和飛碟。他說，這些外星人直至現在都仍然為美國聯邦政府工作。美國軍方在冷戰時代的許多新科技，都是以逆向工程的方式研究外星人的飛碟而得來。博伊德·布希曼又拿出一些外星人照片以證明自己並非說謊。他說，51區有18名外星人，其中一些已經250歲了。外星人身高約130至150公分，有細長的手指，腳上長蹼。布什曼2014年8月辭世，目前未有任何相關單位出面說明有關內容真實性。亦有人指相片中的外星人很假。

### Facebook活动：突襲51区
2019年7月，社群媒體Facebook的使用者Matty Roberts（帳號暱稱 SmyleeKun）号召网友一同前往美国51区附近，並使用動漫火影忍者式跑法衝入軍事管制區的活動。超过170万人回应这则玩笑，或表示对其感兴趣。随后，又有130万人表達对该活动的兴趣，并将具體活动時間定在2019年9月20日，起名为“突襲51区，他们不能阻止我们所有人”（Storm Area 51, They Can't Stop All of Us），希望“看到外星人”。美國空军发言人劳拉·麦克安德鲁斯(Laura McAndrews)表示美国政府已注意到这则提议，她在美國《华盛顿邮报》上发布的声明中指出：
51区是空军测试和训练作战飞机的军事区域，我们不鼓励任何人企图进入该区域的行为。美国空军随时准备着保护美国及其资产。
据媒体报道，该迷因的作者称这则提议只是一个讽刺性的笑話。
9月20日，UFO爱好者陸續前往內華達州沙漠地区，但人數只有2300多人，來到51區大門外的UFO愛好者更是只有150名。

## 大眾文化

### 電視及電影
该基地在电视连续剧《辛普森一家》中的几集出现，《星际之门SG-1》、《飞出个未来》、《X档案》、《劫持》、《七天》、《星际旅行》（中的31区）、《麻辣女孩》、《Megas XLR》（中的50区），还有电影《天煞-地球反擊戰》、《ID4星際重生》、《古魯姆湖》、《E.T.外星人》和《超級8》。

### 小說
它也在许多Dale Brown写的小说和一系列Robert Doherty描写发生在51区的科学家与外星取得联系之后的小说中出现。

### 遊戲軟體
数个角色扮演类游戏（RPG）採用51区作为遊戲情节。微软模拟飞行X里有一个运输通勤者从拉斯维加斯到古魯姆湖的任务。在游戏阴谋X中，它是一安全设施和玩家反外星行动的执行基地。另外，在恶魔的呼唤 现代阴谋资料片Delta Green，基地是一处用于研究和截取超自然生物愚蠢阴谋的实验室设施所在地。
电脑游戏《禁區51》、《51區大戰外星人》、《杀出重围》、《古墓丽影III》、《完美的黑暗》、《滑板高手》、《扭曲金属赛车3》、《俠盜獵車手：聖安地列斯》（叫作69区）、《绝杀计划》（里面叫42区）、《魔兽世界：燃烧的远征》（叫作52区）、《模擬城市4》的一個建築（叫做5.1區）。半条命的場景大部分被設定在虚构的黑山研究所之中和周遭地帶，通常被认为是以51区为原型。
游戏狂野飙车8亦有一个名为51区的赛区。
KONAMI的音乐游戏jubeat ripples中有一首以此为主题的曲目《AREA 51》，由96（黑泽大佑）作曲，并移植到吉他高手/狂热鼓手XG2。

### 觀光文化
离基地最近的聚居地瑞吉兒鎮（Rachel）坐享了51區的知名度，被稱作「51区的官方家园」。坐落于距拉斯维加斯三小时车程之处，瑞吉兒鎮终年拥一定数量游客，以及给游客提供食宿的小生意，且有外太空和外星人为主题的商品买卖。伴着航空爱好者对一睹Red Flag演练的希望，游客数量连年增长。一个小博物馆贩卖地图、照片、徽章，和其他关于51区的材料，以及一家当地的小酒店取名为小外星人旅店（The Little A'le'Inn）并展示着由《ID4星際終結者》剧组赠送的时间胶囊。

### 电子科技
戴尔旗下的知名电脑厂商Alienware（外星人）因51区独特的含义而将旗下的一个高端台式电脑系列命名为“area 51”。

### 其他大眾文化
51区这个名字被很多无关产品和公司所使用，如Toxic和Chevachi的腕錶系列，关于phpBB论坛软件的网站，Geocities网页寄存服务器部分之一，以及为数众多的科幻书店和和公告栏。
台灣的旅美棒球選手陳金鋒亦曾經在2001－2005年於道奇隊所屬小聯盟3A拉斯維加斯51區隊服務，郭泓志亦待過此隊，該隊的隊徽及帽徽也是以外星人為主題。